# Karl Mutter

Ansicht Schwarzwald; Öl auf Leinwand

Karl Mutter (* 2. April 1869 in Utzenfeld; † 12. Dezember 1952 in Karlsruhe) war ein deutscher Landschaftsmaler. 

## Leben
Nach dem Besuch der Kunstgewerbeschule in Karlsruhe studierte Mutter an der dortigen Kunstakademie, zuerst bei Friedrich Fehr und Ludwig Schmid-Reutte, später bei Hans Thoma. Finanziell möglich geworden war das durch seine Serie von 100 aquarellierten Ansichten, deren Druck als Postkarten große Verbreitung gefunden hatte. Aus Gründen des Broterwerbs wurde Mutter nach dem Studium Zeichenlehrer am Gymnasium in Durlach, wo er auch lebte.
Ein Bild von Karl Mutter ist im Besitz der Kunsthalle Karlsruhe.